# Трисвятский, Лев Алексеевич
Лев Алексеевич Трисвятский — советский учёный, доктор технических наук.

## Биография
Родился в 1912 году в Тюмени. Член КПСС.
С 1929 года — на хозяйственной, общественной и политической работе. В 1929—1988 гг. — инженер-химик мукомольно-крупяной и элеваторной промышленности, преподаватель, доцент по кафедре химии зерна в Томском университете, заведующий учебной частью, заведующий кафедры хранения зерна, ректор Московского химико-технологического института мясной промышленности, начальник Главного Управления вузов пищевой промышленности, директор Высшей заготовительной школы Министерства заготовок СССР и заведующий кафедрой товароведения, хранения и элеваторно-складского хозяйства, заведующий кафедрой хранения и технологии сельскохозяйственных продуктов Московской сельскохозяйственной академии им. К. А. Тимирязева.
Умер в Москве в 2003 году.